# Nikaea arisana
Nikaea arisana là một loài bướm đêm thuộc phân họ Arctiinae, họ Erebidae.